# Monte Pulce
Il Monte Pulce è un rilievo situato nei comuni di Canossa e Casina, in provincia di Reggio Emilia in Emilia Romagna, Italia.

## Caratteristiche
Caratterizzato da un'altitudine di 739 m s.l.m., una volta raggiunta la sommità è possibile scorgere i vari borghi dispersi nel territorio e le cime appenniniche.
La sommità può essere raggiunta tramite sentieri e carraie facenti parte del sentiero 654, partendo da paesi quali Ceredolo dei Coppi, Vercallo e Faieto o percorrendo strade sterrate che si dipartono dalla SP54.

## Galleria d'immagini

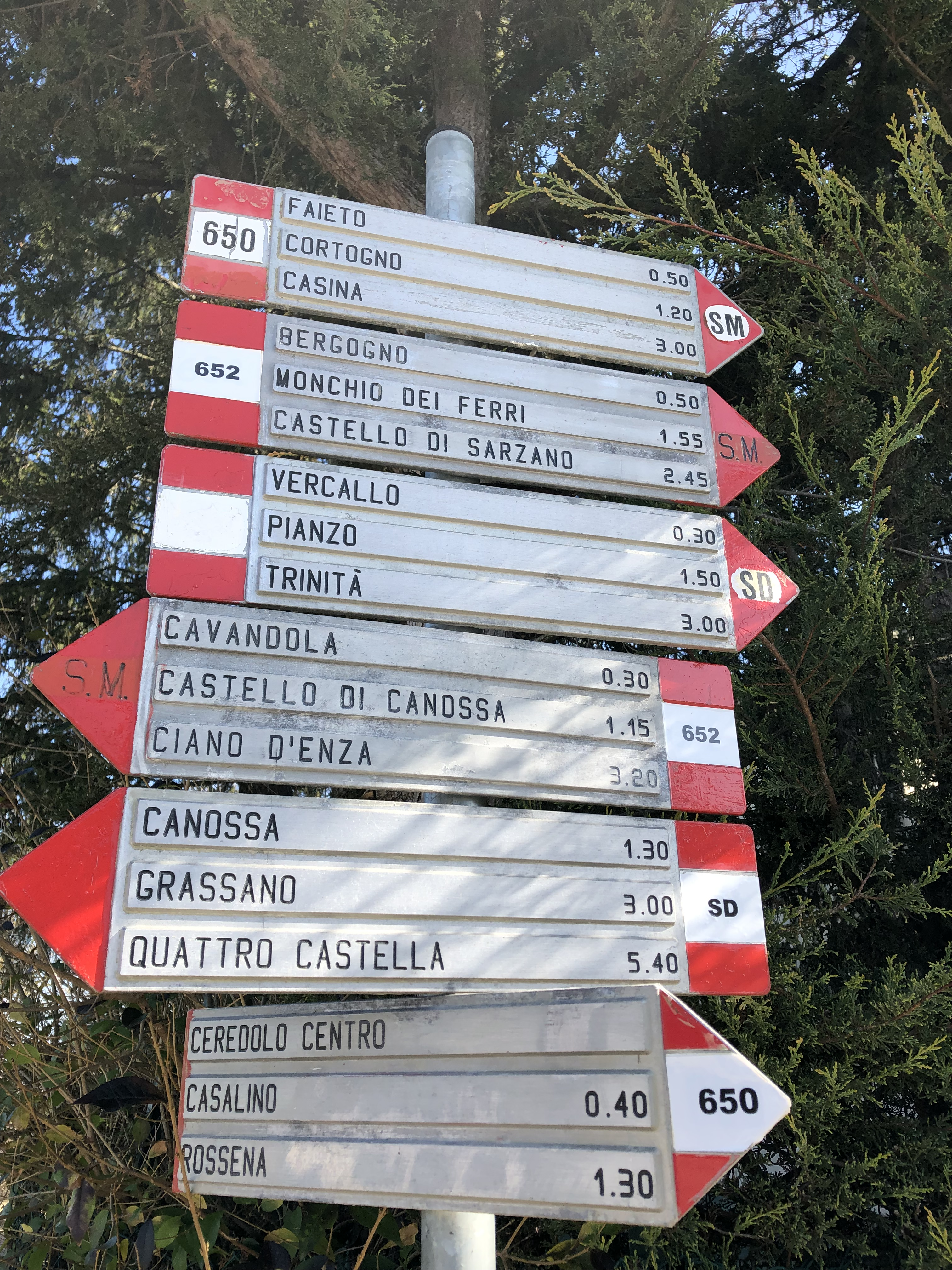
Segnaletica dei sentieri a Ceredolo dei Coppi